# Lijepa kiselica
Lijepa kiselica (lat. Rumex pulcher) je vrsta cvjetnice iz porodice dvornikovki. Porijeklom je iz Euroazije i sjeverne Afrike, a može se naći i drugdje, uključujući dijelove Sjeverne Amerike, kao unesena vrsta i korov uz cestu. Izgledom je prilično varijabilan, a neki ga stručnjaci dijele na nekoliko podvrsta koje se mogu više ili manje razlikovati. Općenito, to je višegodišnja biljka koja iz debelog glavnog korijena stvara vitku, uspravnu stabljiku, koja doseže maksimalnu visinu od 70 centimetara. Vrh biljke se može saviti, posebno kako se plod razvija. Listovi su dugi do 10 ili 15 cm i varijabilnog oblika, iako često duguljasti s uskom sredinom u grubom obliku violine. Cvat se sastoji od mnogo grana, od kojih je svaka prekinuti niz grozdova cvjetova s do 20 cvjetova u svakom grozdu, a svaki cvijet visi s pedicela. Cvijet obično ima šest latica, od kojih su unutarnje tri obrubljene zubima i imaju izbočine u središtu.

## Vanjske poveznice
- Rumex pulcher. Plants for a Future
- Rumex pulcher, baza podataka s fotografijama "CalPhotos", University of California, Berkeley
- Jepson Manual Treatment
- Flora of North America